# Mueang Chanthaburi (huyện)
Mueang Chanthaburi (tiếng Thái: เมืองจันทบุรี) là huyện thủ phủ (Amphoe Mueang) of tỉnh Chanthaburi, phía đông Thái Lan.

## Địa lý
Các huyện giáp ranh (từ phía bắc theo chiều kim đồng hồ) là Khao Khitchakut, Makham, Khlung, Laem Sing và Tha Mai của tỉnh Chanthaburi.

## Hành chính
Huyện này được chia thành 11 phó huyện (tambon), các đơn vị này lại được chia thành 98 làng (muban). Thị xã (thesaban mueang) Chanthaburi nằm trên lãnh thổ toàn bộ  ‘‘tambon’’  Talat and Wat Mai. 5 thị trấn (thesaban tambon - Phlapphla Narai nằm trên một phần của tambon Phlapphla và Khlong Narai, Chanthanimit the toàn bộ  ‘‘tambon’’  Chantha Nimit, và Tha Chang, Nong Bua và Bang Ka Cha mỗi đơn vị nằm trên một số vùng đất của tambon cùng tên. Ngoài ra có 8 tổ chức hành chính tambon (TAO).
| Số TT | Tên          | Tên tiếng Thái | Số làng | Dân số |  |
| ----- | ------------ | -------------- | ------- | ------ |  |
| 1.    | Talat        | ตลาด           | -       | 10.872 |  |
| 2.    | Wat Mai      | วัดใหม่          | -       | 16.730 |  |
| 3.    | Khlong Narai | คลองนารายณ์     | 14      | 7.838  |  |
| 4.    | Ko Khwang    | เกาะขวาง       | 9       | 9.678  |  |
| 5.    | Khom Bang    | คมบาง          | 10      | 4.421  |  |
| 6.    | Tha Chang    | ท่าช้าง          | 12      | 24.102 |  |
| 7.    | Chanthanimit | จันทนิมิต         | 9       | 14.153 |  |
| 8.    | Bang Kacha   | บางกะจะ        | 10      | 9.520  |  |
| 9.    | Salaeng      | แสลง           | 10      | 4.621  |  |
| 10.   | Nong Bua     | หนองบัว         | 11      | 6.007  |  |
| 11.   | Phlapphla    | พลับพลา         | 13      | 11.261 |  |